# پرایورسبرگ، کنتاکی
پرایورسبرگ (به انگلیسی: Pryorsburg) یک منطقهٔ مسکونی در ایالات متحده آمریکا است که در شهرستان گریوس، کنتاکی واقع شده‌است. پرایورسبرگ ۳٫۲۷ کیلومتر مربع مساحت و ۳۱۱ نفر جمعیت دارد و ۱۲۷٫۱ متر بالاتر از سطح دریا واقع شده‌است.